# Eilema lutosa
Eilema lutosa là một loài bướm đêm thuộc phân họ Arctiinae, họ Erebidae.